# Залукодес
Залуко́дес (кабард.-черк. Дзэлыкъуэдэс) — село в Зольском районе Кабардино-Балкарской Республики. Административный центр муниципального образования «Сельское поселение Залукодес».

## География
Селение расположено в северной части Зольского района, в междуречье рек Золка Вторая и Мокрая Золка. Находится в 14 км к югу от районного центра Залукокоаже, в 65 км к северо-западу от города Нальчик и в 33 к юго-востоку от Пятигорска.
Граничит с землями населённых пунктов: Зольское на востоке, Совхозное на юге, Дженал на юго-западе и Шордаково на северо-западе.
Селение находится в предгорной зоне республики. Средние высоты на территории села составляют около 780 метров над уровнем моря. Рельеф местности представляет собой предгорные наклонные равнины со средневысотными холмами, переходящие на юге и западе в возвышенности Джинальского хребта.
Гидрографическая сеть представлена реками Мокрая Золка, Золка Вторая и Золка Четвёртая. Имеются выходы минеральных источников и родников.
Климат как и по всей республике умеренный, и характеризуется тёплым летом и прохладной зимой. Зимой часты оттепели. Средние показатели температуры воздуха составляет -3,0°С в январе, и +21,0°С в июле. Среднее количество осадков в год составляет около 900 мм. Основное количество осадков выпадет в период с мая по июль. Ветры в основном северо-западные и восточные. Ранней весной из-за резких перепадов температур часты сильные ветры.

## Этимология
Залукодес (кабард.-черк. Дзэлыкъуэдэс) в переводе с кабардино-черкесского языка означает «сидящий в ивовой долине». От дзэл — «ива», къуэ — «долина», и дэс — «сидеть где-нибудь».

## История
Селение Залукодес основано в 1925 году переселенцами из села Каменномостское.
До этого люди ежегодно приезжали сюда на сезон, для обработки земель и оставались до глубокой осени. Вследствие этого, жители села Каменномостское, имевшие наделы земли в долине реки Золка Вторая, испытывали большие трудности из-за отдаленности своих пахотных угодий. В 1923 году они обратились в Каменномостский местный Совет с заявлениями о переселении их в урочище «Дзэлыкъуэ».
Зимой 1924 года состоялся первый сход переселенцев, который решил вопрос о переселении 100 дворов в «Дзэлыкъуэ» и образовании там нового населённого пункта. Также состоялся выбор председателей нового Сельсовета. Наряду с другими вопросами на собрании обсуждался вопрос, какое название дать новому селу. Решением схода было узаконено название — Залукодес (кабард.-черк. Дзэлыкъуэдэс).
Изначально новое селение делилось на два родовых квартала Думаново (кабард.-черк. Думэн хьэблэ) и Нирово (кабард.-черк. Ныр хьэблэ).
В 1964 году в составе Залукодесского сельсовета образовано новое село Дженал.

## Население
| 2002 | 2010  | 2021  |
| ---- | ----- | ----- |
| 1621 | ↗1624 | ↘1593 |

Плотность — 43.05 чел./км2.
По данным Всероссийской переписи населения 2021 года:
| Народ                | Численность, чел. | Доля от всего населения, % | Доля от указавших нац-ть, % |
| -------------------- | ----------------- | -------------------------- | --------------------------- |
| кабардинцы (черкесы) | 1581              | 99,25 %                    | 99,50 %                     |
| * кабардинцы         | 1573              | 98,75 %                    | 99,00 %                     |
| * черкесы            | 8                 | 0,50 %                     | 0,50 %                      |
| другие               | 8                 | 0,50 %                     | 0,50 %                      |
| нет / не указано     | 4                 | 0,25 %                     | -                           |
| всего                | 1593              | 100 %                      | 100 %                       |

## Образование
- Средняя общеобразовательная школа № 1 — ул. Школьная, 6.
- Начальная школа Детский сад № 1

## Здравоохранение
- Участковая больница

## Культура
- Дом культуры

Общественно-политические организации:
- Адыгэ Хасэ
- Совет ветеранов труда и войны

## Ислам
В селе действует одна мечеть.

## Экономика
В сельском хозяйстве села, как и в целом по району развиты возделывания картофеля, кукурузы и озимой пшеницы.

## Улицы
На территории села зарегистрировано 6 улиц:

| Верхнезаречная |
| Мусова         |

| Октябрьская |
| Подгорная   |

| Степная  |
| Школьная |

## Известные уроженцы
- Дзасежев Хазраталий Олиевич — верховный муфтий Кабардино-Балкарии, председатель Духовного управления мусульман КБР..
- Кештов Мухамед Лостанбиевич — доктор химических наук, ведущий научный сотрудник Института Элементоорганических соединений РАН.
- Джибилов Башир Асланович — советский государственный деятель. Долгие годы возглавлял руководство Зольского района.

## Примечание
1. 1 2  Итоги Всероссийской переписи населения 2020 года (по состоянию на 1 октября 2021 года)
2. ↑  Портал правительство КБР. Дата обращения: 27 января 2012. Архивировано из оригинала 12 марта 2014 года.
3. ↑  Численность населения Кабардино-Балкарской Республики по сельским населённым пунктам по итогам ВПН-2002
4. ↑  Численность населения КБР в разрезе населённых пунктов по итогам Всероссийской переписи населения 2010 года
5. ↑  Итоги Всероссийской переписи населения 2020 года. Том 5. Национальный состав и владение языками. Таблица 1. Национальный состав населения Кабардино-Балкарской Республики, городских округов и муниципальных районов. Дата обращения: 9 октября 2023. Архивировано 16 октября 2023 года.
6. ↑  указаны как кабардинцы
7. ↑  указаны как черкесы
8. ↑  КЛАДР — Залукодес. Дата обращения: 17 марта 2025. Архивировано 18 марта 2025 года.